# Ruder-Weltmeisterschaften 1985
Die Ruder-Weltmeisterschaften 1985 wurden auf der Regattastrecke Hazewinkel nahe Mechelen, Belgien unter dem Regelwerk des Weltruderverbandes (FISA) ausgetragen. In 21 Bootsklassen wurden dabei Ruder-Weltmeister ermittelt. Die Finals fanden am 31. August und 1. September 1985 statt.

## Ergebnisse
Hier sind die Medaillengewinner aus den A-Finals aufgelistet. Diese waren mit sechs Booten besetzt, die sich über Vor- und Hoffnungsläufe sowie Halbfinals für das Finale qualifizieren mussten. Die Streckenlänge betrug in allen Läufen 2000 Meter.

### Männer
| Bootsklasse                                  | Gold | Gold    | Silber | Silber  | Bronze | Bronze  |
| -------------------------------------------- | --- | ------- | --- | ------- | --- | ------- |
| Einer (M1x)                                  | Finnland Pertti Karppinen | 6:48,08 | Vereinigte Staaten Andrew Sudduth | 6:50,96 | BR Deutschland Peter-Michael Kolbe | 6:59,75 |
| Leichtgewichts-Einer (LM1x)                  | Italien Ruggero Verroca | 7:05,80 | Österreich Raimund Haberl | 7:10,16 | Vereinigte Staaten Paul Fuchs | 7:10,56 |
| Doppelzweier (M2x)                           | Deutsche Demokratische Republik Thomas Lange Uwe Heppner | 6:15,49 | Sowjetunion Mykola Tschupryna Juri Selikowitsch | 6:19,48 | Schweiz Jürg Weitnauer Urs Steinemann | 6:22,27 |
| Leichtgewichts-Doppelzweier (LM2x)           | Frankreich Luc Crispon Thierry Renault | 6:29,44 | Italien Carlo Gaddi Francesco Esposito | 6:30,05 | BR Deutschland Hartmut Schäfer Roland Ehrenfels | 6:32,50 |
| Doppelvierer (M4x)                           | Kanada Doug Hamilton Robert Mills Paul Douma Melvin LaForme | 5:44,57 | Deutsche Demokratische Republik Jens Köppen Rüdiger Reiche Uwe Sägling Karl-Heinz Bußert                                                                               | 5:44,85 | Tschechoslowakei Jan Vochoska Zdeněk Bures Miloš Zarecky Jaroslav Svrcek | 5:47,42 |
| Zweier ohne Steuermann (M2-)                 | Sowjetunion Nikolai Pimenow Juri Pimenow | 6:38,39 | Vereinigtes Königreich Adam Clift Martin Cross | 6:38,47 | Spanien Fernando Climent Huerta Luis María Lasúrtegui | 6:40,23 |
| Zweier mit Steuermann (M2+)                  | Italien Carmine Abbagnale Giuseppe Abbagnale Giuseppe Di Capua (Stm.) | 6:53,40 | Rumänien Dimitrie Popescu Vasile Tomoiagă Dumitru Răducanu (Stm.) | 6:56,04 | Deutsche Demokratische Republik Thomas Kessler Uwe Gasch Olaf Gerschau (Stm.) | 6:57,80 |
| Vierer ohne Steuermann (M4-)                 | BR Deutschland Norbert Keßlau Volker Grabow Jörg Puttlitz Guido Grabow                                                                                                   | 6:00,19 | Sowjetunion Jonas Narmontas Sergei Smirnow Wiktor Perewersew Gennadi Krjutschkin                                                                                       | 6:01,25 | Deutsche Demokratische Republik Hans Sennewald Thomas Greiner Thomas Bänsch Olaf Förster | 6:03,87 |
| Leichtgewichts-Vierer ohne Steuermann (LM4-) | BR Deutschland Alwin Otten Frank Rogall Thomas Jäckel Wolfgang Birkner                                                                                                   | 6:12,44 | Italien Franco Pantano Dario Longhin Nerio Gainotti Mauro Torta | 6:14,97 | Vereinigte Staaten Edward Gribbin Charles Cobbs Michael Morrison Fred Michini | 6:17,18 |
| Vierer mit Steuermann (M4+)                  | Sowjetunion Sigitas Kučinskas Iwan Wyssotzki Wladimir Romanischin Igor Sotow Michail Sassow (Stm.)                                                                       | 6:07,23 | Italien Mario Lafranconi Giovanni Suarez Gino Iseppi Giuseppe Carando Siro Meli (Stm.)                                                                                 | 6:08,79 | Deutsche Demokratische Republik Dietmar Schiller Karsten Schmeling Bernd Niesecke Bernd Eichwurzel Hendrik Reiher (Stm.) | 6:08,97 |
| Achter (M8+)                                 | Sowjetunion Mykola Komarow Wiktor Diduk Jonas Pinskus Weniamin But Wiktor Omeljanowytsch Pawlo Hurkowskyj Alexander Woloschin Andrei Wassiljew Hryhorij Dmytrenko (Stm.) | 5:33,71 | Italien Agostino Abbagnale Sergio Caropreso Antonio Maurogiovanni Alfredo Bollati Giovanni Miccoli Maurizio Donna Annibale Venier Pasquale Marigliano Siro Meli (Stm.) | 5:34,58 | Vereinigte Staaten John Strotbeck Thomas Kiefer Jon Smith Kurt Bausback Chris Penny Kevin Still Chris Huntington Michael Teti Mark Zembsch (Stm.)                                                                             | 5:34,72 |
| Leichtgewichts-Achter (LM8+)                 | Italien Maurizio Losi Michele Savoia Vittorio Torcellan Massimo Lana Stefano Spremberg Paolo Marostica Andrea Re Fabrizio Ravasi Massimo Di Deco (Stm.)                  | 5:46,66 | Vereinigte Staaten Mark Hanley Seymour Danberg Neil Olesen Michael Scott John Younger Peter Kermond Charles Butt Stephen Schmitt Jonathan Fish (Stm.)                  | 5:48,47 | Spanien José Manuel Canete Lopez José Crespo Hidalgo Carlos Muniesa Ferrero Jacinto Accensi Abella Victor Llorente Rodriguez Fernando Molina Castillo Eulogio Génova Emezabel Benito Elizalde Etxezarreta Ibon Alcorta (Stm.) | 5:50,88 |

### Frauen
| Bootsklasse                                  | Gold | Gold    | Silber | Silber  | Bronze | Bronze  |
| -------------------------------------------- | --- | ------- | --- | ------- | --- | ------- |
| Einer (W1x)                                  | Deutsche Demokratische Republik Cornelia Linse | 7:48,37 | Rumänien Valeria Răcilă | 7:45,85 | Vereinigte Staaten Anne Marden | 7:48,43 |
| Leichtgewichts-Einer (LW1x)                  | Australien Adair Ferguson | 7:59,82 | Rumänien Maria Moșneagu | 8:01,58 | Vereinigte Staaten Ann Martin | 8:02,74 |
| Doppelzweier (W2x)                           | Deutsche Demokratische Republik Sylvia Schwabe Martina Schröter | 6:58,80 | Rumänien Mărioara Popescu Elisabeta Lipă | 7:05,70 | Bulgarien Magdalena Georgiewa Violeta Ninowa | 7:06,52 |
| Leichtgewichts-Doppelzweier (LW2x)           | Vereinigtes Königreich Linda Clark Beryl Crockford | 7:30,52 | BR Deutschland Brigitte Helmers Alrun Urbach | 7:33,31 | Frankreich Desiree Decriem Isabelle Lignan | 7:38,90 |
| Doppelvierer (W4x)                           | Deutsche Demokratische Republik Ramona Balthasar Birgit Peter Jutta Hampe-Behrendt Kristina Mundt-Richter                                                              | 6:22,47 | Sowjetunion Antonina Machina Natalia Grigorjewa Jelena Chlopzewa Jelena Matijewskaja | 6:23,99 | Rumänien Anișoara Bălan Veronica Cochela Anișoara Sorohan Maricica Țăran                                                                                | 6:29,09 |
| Zweier ohne Steuerfrau (W2-)                 | Rumänien Rodica Arba Elena Florea | 7:25,08 | Vereinigte Staaten Sherri Cassuto Susan Broome | 7:31,96 | Deutsche Demokratische Republik Kerstin Toussaint Ramona Hein                                                                                           | 7:34,44 |
| Leichtgewichts-Vierer ohne Steuerfrau (LW4-) | BR Deutschland Monika Wolf Sonja Petri Claudia Engels Evelyn Herwegh                                                                                                   | 7:05,31 | Vereinigte Staaten Sandy Kendall Jennifer Marron Marise Widmer Charlotte Hollings | 7:10,38 | Australien Denise Rennex Karin Riedel Amanda Cross Gayle Toogood                                                                                        | 7:12,84 |
| Vierer mit Steuerfrau (W4+)                  | Deutsche Demokratische Republik Kerstin Spittler Jutta Abromeit Steffi Götzelt Carola Lichey Daniela Neunast (Stf.)                                                    | 6:50,08 | Rumänien Florica Lavric Maria Fricioiu Chira Apostol Olga Homeghi Viorica Ioja (Stf.) | 6:53,33 | Kanada Lisa Robertson Barbara Armbrust Christina Clarke Patricia Smith Lesley Thompson-Willie (Stf.)                                                    | 6:55,67 |
| Achter (W8+)                                 | Sowjetunion Olena Puchajewa Sarija Sakirowa Olena Teroschyna Marina Suprun Marina Snak Irina Teterina Natalija Fedorenko Lidija Awerjanowa Waljanzina Chochlawa (Stf.) | 6:14,00 | Deutsche Demokratische Republik Susann Heinicke Gerlinde Doberschütz-Mey Beatrix Lehman Martina Walther Kathrin Thurm Ute Stange Kathrin Dienstbier Carola Hornig Sylke Kretzschmar (Stf.) | 6:14,89 | Rumänien Doina Bălan Marioara Trașcă Livia Țicanu Mihaela Armășescu Adriana Bazon Carolina Matei Camelia Diaconescu Lucia Sauca Ecaterina Oancia (Stf.) | 6:19,49 |

## Medaillenspiegel
| Platz | Land                            | Gold | Silber | Bronze | Gesamt |
| ----- | ------------------------------- | ---- | ------ | ------ | ------ |
| 1     | Deutsche Demokratische Republik | 5    | 2      | 4      | 11     |
| 2     | Sowjetunion                     | 4    | 3      |        | 7      |
| 3     | Italien                         | 3    | 4      |        | 7      |
| 4     | BR Deutschland                  | 3    | 1      | 2      | 6      |
| 5     | Rumänien                        | 1    | 5      | 2      | 8      |
| 6     | Vereinigtes Königreich          | 1    | 1      |        | 2      |
| 7     | Australien                      | 1    |        | 1      | 2      |
| 7     | Kanada                          | 1    |        | 1      | 2      |
| 7     | Frankreich                      | 1    |        | 1      | 2      |
| 10    | Finnland                        | 1    |        |        | 1      |
| 11    | Vereinigte Staaten              |      | 4      | 5      | 9      |
| 12    | Österreich                      |      | 1      |        | 1      |
| 13    | Spanien                         |      |        | 2      | 2      |
| 14    | Bulgarien                       |      |        | 1      | 1      |
| 14    | Schweiz                         |      |        | 1      | 1      |
| 14    | Tschechoslowakei                |      |        | 1      | 1      |
| Summe | Summe                           | 21   | 21     | 21     | 63     |